# Abdul Hamid
Mohammad Abdul Hamid (ur. 1 stycznia 1944 w Kamalpur) – bengalski polityk, wiceprzewodniczący Zgromadzenia Narodowego w latach 1996–2001 i jego przewodniczący w 2001 oraz w latach 2009–2013. Od 14 marca 2013 do 24 kwietnia 2023 prezydent Bangladeszu (do 24 kwietnia 2013 jako pełniący obowiązki).

## Życiorys
Abdul Hamid urodził się w 1944 w miejscowości Kamalpur, położonej w dystrykcie Kishoregonj w prowincji Dhaka. Ukończył szkołę Gurudayal College of Kishoregonj, a następnie prawo na Uniwersytecie w Dhace, po czym został przyjęty w szeregi adwokatury. W latach 1990–1996 pięciokrotnie pełnił funkcję przewodniczącego Stowarzyszenia Prawników Dystryktu Kishoregonj.
Po raz pierwszy zaangażował się w działalność polityczną w 1959. W czasie studiów na Gurudayal College of Kishoregonj w 1961 uczestniczył w ruchu przeciwko pakistańskim władzom na czele z prezydentem Muhammadem Ayubem Khanem, domagając niezależności Pakistanu Wschodniego. Był również działaczem ruchu studenckiego, za co był więziony przez władze. W 1963 został sekretarzem, a w 1965 wiceprzewodniczącym Związku Studentów Gurudayal College of Kishoregonj. W 1964 był jednym z współzałożycieli Chatra League, organizacji młodzieżowej Ligi Awami, której oficjalnie został członkiem w 1969. Od 1978 do 2009 pełnił funkcję przewodniczącego partii w dystrykcie Kishoregonj.
W 1971 brał udział w wojnie o niepodległość Bangladeszu. Kierował obozem dla rekrutów w Maghalayi w Indiach, a także był dowódcą jednego z oddziałów bengalskich sił wyzwoleńczych.
W 1970 został po raz pierwszy wybrany do Zgromadzenia Narodowego, zostając najmłodszym spośród deputowanych. W kolejnych latach ponawiał mandat deputowanego jeszcze sześciokrotnie, w wyborach w 1973, 1986, 1991, 1996, 2001 oraz w 2008. Od 1976 do 1978 był więziony przez władze po zabójstwie prezydenta Sheikha Mujibura Rahmana.
Od 16 lipca 1996 do 10 lipca 2001 pełnił funkcję wiceprzewodniczącego Zgromadzenia Narodowego, a następnie od 12 lipca do 28 października 2001 funkcję przewodniczącego. W kolejnej kadencji parlamentu, od 1 listopada 2001 do 27 października 2006 był wiceliderem opozycji. Po uzyskaniu kolejnego mandatu w wyborach z 29 grudnia 2008, został 25 stycznia 2009 wybrany na stanowisko przewodniczącego Zgromadzenia Narodowego.
14 marca 2013, zgodnie z konstytucją, przejął obowiązki prezydenta Bangladeszu, cztery dni po tym jak prezydent Zillur Rahman został hospitalizowany w Singapurze z powodu niewydolności płuc i nerek. Obowiązki szefa państwa pełnił nadal po śmierci Rahmana 20 marca 2013. 22 kwietnia 2013 został wybrany nowym prezydentem kraju. Nastąpiło po tym, gdy okazało się, że został jedynym kandydatem nominowanym do objęcia prezydentury, a jego nominacja została uznana przez Komisję Wyborczą za ważną. 24 kwietnia 2013 Hamid został zaprzysiężony na stanowisku 20. prezydenta Bangladeszu po tym, jak ustąpił ze stanowiska przewodniczącego Zgromadzenia Narodowego. Urzędowanie zakończył 24 kwietnia 2023.